# Lekkoatletyka na Światowych Wojskowych Igrzyskach Sportowych 2015 – bieg na 100 m przez płotki kobiet
Bieg na 100 metrów przez płotki kobiet – jedna z konkurencji biegowych rozegranych w dniach 6–7 października 2015 roku podczas 6. Światowych Wojskowych Igrzyskach Sportowych na kompleksie sportowym KAFAC Sports Complex w Mungyeongu.

## Terminarz
| Data                | Godzina |            |
| ------------------- | ------- | ---------- |
| 6 października 2015 | 14:15   | Eliminacje |
| 7 października 2015 | 13:15   | Finał      |

## Rekordy
Tabela prezentuje rekord świata, a także rekord Igrzysk wojskowych (CSIM) przed rozpoczęciem mistrzostw.
|                                   | Zawodnik         | Wynik | Miejsce        | Data                  |
| --------------------------------- | ---------------- | ----- | -------------- | --------------------- |
| Rekord świata                     | Jordanka Donkowa | 12,21 | Stara Zagora   | 20 sierpnia 1988(dts) |
| Rekord Igrzyska wojskowych (CSIM) | Alina Tałaj      | 12,95 | Rio de Janeiro | 22 lipca 2011(dts)    |

## Medaliści
| Złoto                       | Srebro                           | Brąz                  |
| Jekatierina Galicka · Rosja | Jekatierina Popławska · Białoruś | Nina Morozowa · Rosja |

## Rezultaty

### Eliminacje
Awans: trzy najlepsze zawodniczki z każdego biegu (Q), plus 2 z najlepszymi czasami (q).
| Pozycja | Bieg | Zawodniczka           | Państwo    | Czas  | Uwagi  |
| ------- | ---- | --------------------- | ---------- | ----- | ------ |
| 1       | 2    | Jekatierina Galicka   | Rosja      | 13.22 | Q      |
| 2       | 2    | Jekatierina Popławska | Białoruś   | 13.30 | Q      |
| 3       | 1    | Nina Morozowa         | Rosja      | 13.31 | Q      |
| 4       | 2    | Hanna Platitsyna      | Ukraina    | 13.57 | Q      |
| 5       | 2    | Fabiana Moraes        | Brazylia   | 13.60 | q      |
| 6       | 1    | Anna Kiełbasińska     | Polska     | 13.67 | Q      |
| 7       | 1    | Linda Züblin          | Szwajcaria | 13.87 | Q      |
| 8       | 2    | Zheng Yarong          | Chiny      | 14.04 | q      |
| 9       | 2    | Priscilla Tabunda     | Kenia      | 14.29 |        |
| -       | 1    | Anna Ryżykowa         | Ukraina    | DNF   |        |
| -       | 1    | Alina Tałaj           | Białoruś   | DQ    | R162.7 |

### Finał
| Pozycja | Tor | Zawodnik              | Państwo    | Czas  | Uwagi   |
| ------- | --- | --------------------- | ---------- | ----- | ------- |
| 01 !    | 3   | Jekatierina Galicka   | Rosja      | 13,06 |         |
| 02 !    | 4   | Jekatierina Popławska | Białoruś   | 13,29 |         |
| 03 !    | 5   | Nina Morozowa         | Rosja      | 13,38 |         |
| 4       | 7   | Hanna Płoticyna       | Ukraina    | 13,41 |         |
| 5       | 1   | Fabiana Moraes        | Brazylia   | 13,68 |         |
| 6       | 8   | Linda Züblin          | Szwajcaria | 13,71 |         |
| 7       | 2   | Zheng Yarong          | Chiny      | 13,96 |         |
| -       | 6   | Anna Kiełbasińska     | Polska     | DQ    | R168.7b |